# Судунтуй
Судунту́й (рос. Судунтуй) — село у складі Агінського району Забайкальського краю, Росія. Адміністративний центр та єдиний населений пункт Судунтуйського сільського поселення.

## Населення
Населення — 1238 осіб (2010; 1340 у 2002).
Національний склад (станом на 2002 рік):
- буряти — 93 %